# Bitwa pod Abulustajn
Bitwa pod Abulustajn (Elbistan) – starcie zbrojne, które miało miejsce 15 kwietnia 1277 w trakcie walk mameluków z Ilchanidami.
Latem 1277 r. armia Bajbarsa, przygotowując się do spodziewanego nadejścia Mongołów, zebrała się w Syrii, a następnie skierowała się ku przełęczy w górach Taurus. Wkrótce też Bajbars dowiedział się, że armia mongolska znajduje się na równinie niedaleko warownego miasta Abulustajn. Bajbars podjął decyzję o stoczeniu bitwy, a jego armia wkroczyła na równinę.
Bitwę rozpoczął atak lewego skrzydła armii mongolskiej, które wdarło się głęboko w szeregi mameluków. Kontratak straży przybocznej Bajbarsa odepchnął jednak Mongołów, ocalając środek armii. Równocześnie jednak lewe skrzydło mameluckie zostało gwałtownie zaatakowane, tracąc wielu ludzi. Bajbars skierował w to miejsce kolejne oddziały, które opanowały sytuację. Następnie zorganizował kolejne natarcie, które odrzuciło Mongołów. Ci po gwałtownej i wyczerpującej walce zeszli z koni, walcząc dalej na śmierć i życie. Nie mieli jednak szans w starciu z mamelukami, którzy konno gromili przeciwników. Mongołowie bronili się dzielnie, zostali jednak otoczeni i rozsiekani mameluckimi szablami. W bitwie śmierć poniósł dowodzący Mongołami Tudawan. Oprócz niego śmierć poniosło 6700 jego żołnierzy i 2000 sprzymierzeńców. Sulajman Parwana zbiegł, do niewoli dostał się jednak jego syn i kilku seldżuckich emirów. Stracono też kilku mongolskich emirów, wielu żołnierzy jednak puszczono wolno, a część z nich przeszła na stronę mamelucką.